# The Lost Vikings
Pour les articles homonymes, voir Viking (homonymie).
The Lost Vikings est un jeu vidéo de plate-forme et de réflexion développé par Silicon & Synapse, qui deviendra plus tard Blizzard Entertainment, et édité par Interplay Entertainment en 1992 sur Super Nintendo. Il a été porté en 1993 sur Amiga, DOS et Mega Drive, en 1994 sur Amiga CD32 et en 2003 sur Game Boy Advance.

## Trame
Les trois Vikings Erik le Rapide (« Erik the Swift »), Baleog le Féroce (« Baleog the Fierce ») et Olaf le Robuste (« Olaf the Stout ») se font enlever par Tomator dans leur sommeil ; ce dernier, un extra-terrestre, règne sur l'empire croutonien et souhaite les placer dans un zoo intergalactique.
Le trio viking va devoir traverser divers endroits dans l'espace et le temps afin de vaincre Tomator et ainsi pouvoir enfin retrouver son foyer.

## Système de jeu
The Lost Vikings est un jeu de plate-forme et de résolution d’énigmes. Le joueur contrôle en alternance trois Vikings qu’il doit faire évoluer de concert afin de traverser différents niveaux. Dans l'ordre le : vaisseau spatial, la préhistoire, les pyramides égyptiennes, l'usine, le monde farfelu (appelé Wacky) et à nouveau le vaisseau spatial. Chaque héros possède des attributs personnels que le joueur doit exploiter pour progresser : Olaf, équipé d’un bouclier, Baleog détient une épée et un arc et enfin Erik, qui peut sauter, courir à vive allure et briser des murs,.

## Accueil
Version Super Nintendo
- Power Unlimited : 9,5/10[3]

Version Game Boy Advance
- Jeux Vidéo Magazine : 14/20[4]
- Jeuxvideo.com : 16/20[5]

## Postérité
The Lost Vikings a engendré une suite, Norse By Norse West: The Return of the Lost Vikings, sortie en 1994 sur Super Nintendo. Le jeu a également été adapté en 1996 sur PlayStation, Saturn et Windows. Il permet à deux joueurs de jouer en coopération.
Le jeu a également été porté par Mass Media sur Game Boy Advance en 2003.
Les personnages de ce jeu peuvent être retrouvés dans le jeu vidéo de Blizzard Entertainment World of Warcraft sous la forme d’easter egg. Olaf se trouve également en personnage caché dans Rock N’ Roll Racing, du même éditeur.
Un jeu de tir à défilement vertical reprend le nom légèrement modifié (Lost Viking, titre qui est un jeu de mots avec une unité de Starcraft II, le viking) dans le jeu de stratégie Starcraft II ; ce mini-jeu n'a cependant rien à voir avec le titre original de 1992.
Les personnages du jeu sont aussi jouables dans Heroes of the Storm.